# GE Anápolis
Der Grêmio Esportivo Anápolis, in der Regel nur kurz Grêmio Anápolis genannt, ist ein Fußballverein aus Anápolis im brasilianischen Bundesstaat Goiás.
Aktuell spielt der Verein in der Staatsmeisterschaft von Goiás.

## Erfolge
- Staatsmeisterschaft von Goiás: 2021

## Stadion
Der Verein trägt seine Heimspiele im Estádio Jonas Ferreira Duarte in Anápolis aus. Das Stadion hat ein Fassungsvermögen von 20.000 Personen.

## Trainerchronik
Stand: 25. Juli 2021
| Trainer       | Nation    | von              | bis           |
| ------------- | --------- | ---------------- | ------------- |
| Edson Canhão  | Brasilien | 11. Februar 2020 | 30. Juni 2020 |
| Cléber Gaucho | Brasilien | 4. Dezember 2020 |               |